# الرطبة (سيدي غانم)
الرطبة هي إحدى مشيخات المملكة المغربية، تتبع جغرافيا لإقليم الرحامنة وإداريًا لسيدي غانم. يقدر عدد سكانها بـ 5107 نسمة حسب الإحصاء الرسمي للسكان والسكنى لسنة 2004.